# Вінускі (Вермонт)
Вінускі (англ. Winooski) — місто (англ. city) в США, в окрузі Читтенден штату Вермонт. Населення — 7997 осіб (2020).

## Географія
Вінускі розташоване за координатами 44°29′44″ пн. ш. 73°11′5″ зх. д. / 44.49556° пн. ш. 73.18472° зх. д. (44.495588, -73.184854).  За даними Бюро перепису населення США в 2010 році місто мало площу 3,91 км², з яких 3,71 км² — суходіл та 0,21 км² — водойми.

## Демографія
Згідно з переписом 2010 року, у місті мешкало 7267 осіб у 3197 домогосподарствах у складі 1461 родини. Густота населення становила 1857 осіб/км².  Було 3393 помешкання (867/км²).
Расовий склад населення:
| - 82,6 % — білих - 6,9 % — чорних або афроамериканців - 6,2 % — азіатів - 0,3 % — корінних американців |

До двох чи більше рас належало 3,3 %. Частка іспаномовних становила 2,2 % від усіх жителів.
За віковим діапазоном населення розподілялося таким чином: 18,0 % — особи молодші 18 років, 71,3 % — особи у віці 18—64 років, 10,7 % — особи у віці 65 років та старші. Медіана віку мешканця становила 31,3 року. На 100 осіб жіночої статі у місті припадало 96,0 чоловіків;  на 100 жінок у віці від 18 років та старших — 92,9 чоловіків також старших 18 років.
Середній дохід на одне домашнє господарство  становив 54 465 доларів США (медіана — 45 974), а середній дохід на одну сім'ю — 63 252 долари (медіана — 49 612). Медіана доходів становила 39 873 долари для чоловіків та 39 191 долар для жінок. За межею бідності перебувало 26,1 % осіб, у тому числі 38,6 % дітей у віці до 18 років та 17,4 % осіб у віці 65 років та старших.
Цивільне працевлаштоване населення становило 3828 осіб. Основні галузі зайнятості: освіта, охорона здоров'я та соціальна допомога — 28,6 %, науковці, спеціалісти, менеджери — 13,4 %, роздрібна торгівля — 12,3 %, виробництво — 11,3 %.